# آلة تصوير سينمائي
تعد كاميرا الفيلم أو الكاميرا السينمائية نوعًا من كاميرات التصوير الفوتوغرافي التي تلتقط تسلسلًا سريعًا للصور على مستشعر الصورة أو على فيلم. على عكس الكاميرا الثابتة، التي تلتقط لقطة واحدة في كل مرة، تلتقط كاميرا الفيلم سلسلة من الصور؛ كل صورة تشكل «إطار». يتم تحقيق ذلك من خلال آلية متقطعة. يتم تشغيل الإطارات لاحقًا في جهاز عرض فيلم بسرعة معينة، تسمى معدل الإطارات (عدد الإطارات في الثانية). أثناء المشاهدة بمعدل إطار معين، تدمج عيون الشخص وعقله الصور المنفصلة لإنشاء وهم الحركة.
منذ العقد الأول من القرن الحادي والعشرين، بدأت كاميرات الأفلام الرقمية في تجاوز استخدام كاميرات الأفلام السينمائية.

## تاريخ
كانت الآلة التي اخترعها فرانسيس رونالدز في مرصد كيو في عام 1845 هي مقدمة مثيرة للاهتمام لكاميرا الفيلم. تم رسم سطح حساس للضوء ببطء عبر فتحة العدسة بالكاميرا بواسطة آلية الساعة لتمكين التسجيل المستمر على مدى 12 أو 24 ساعة فترة. استخدم رونالد كاميراته لتتبع الاختلافات المستمرة للأدوات العلمية وقد تم استخدامها في المراصد حول العالم لأكثر من قرن.

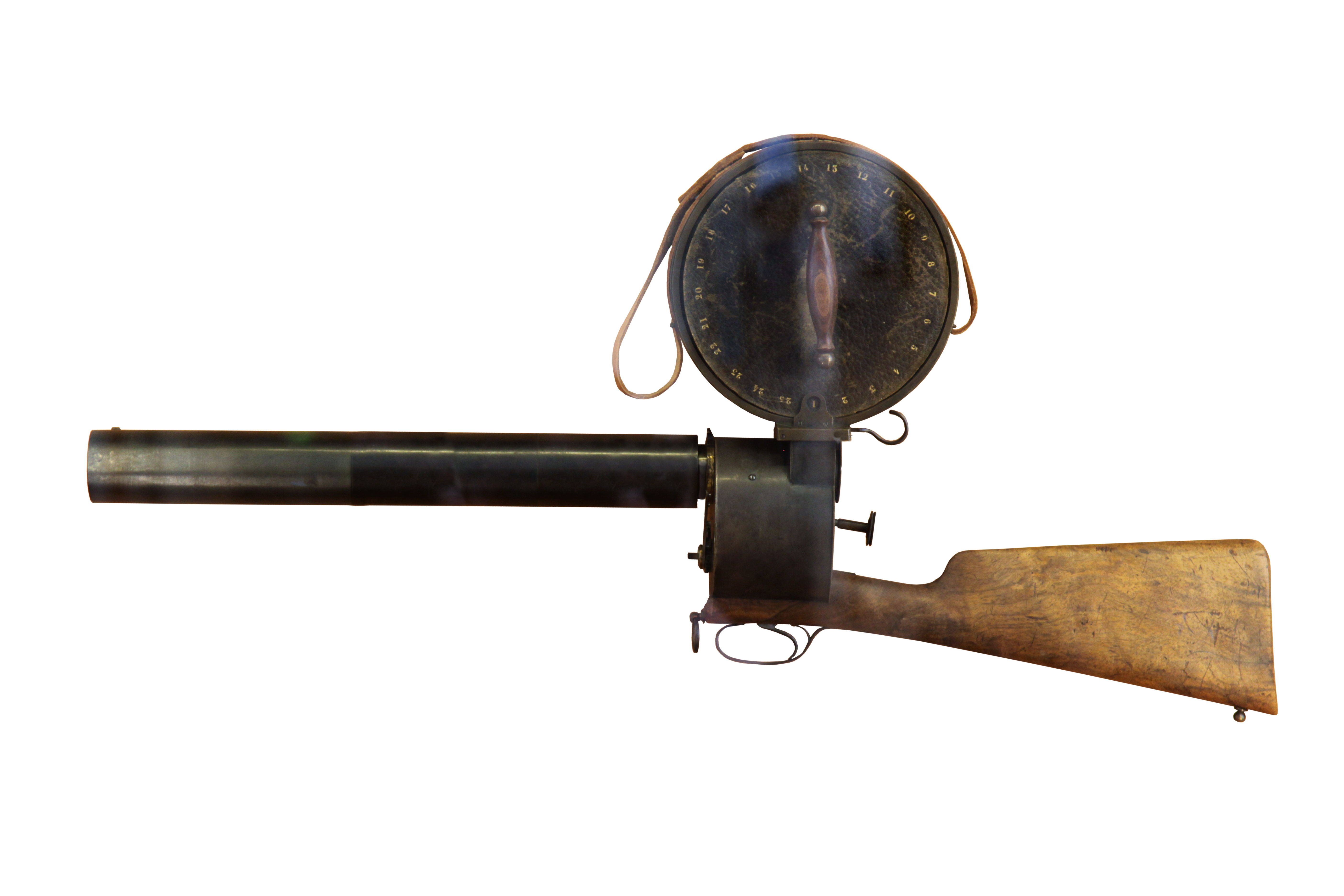
البندقية الكرونوفوتوجرافيك التي اخترعها إيتيان جول ماري.

تم اختراع مسدس الكرونوفوتوجرافيك في عام 1882 من قبل إيتيان جول ماري، وهو عالم فرنسي وصورة كرونوفوتوجراف. يمكنه التقاط 12 صورة في الثانية وكان الاختراع الأول لالتقاط صور متحركة على نفس لوحة الكرونوماتوغرافيا باستخدام مصراع معدني.

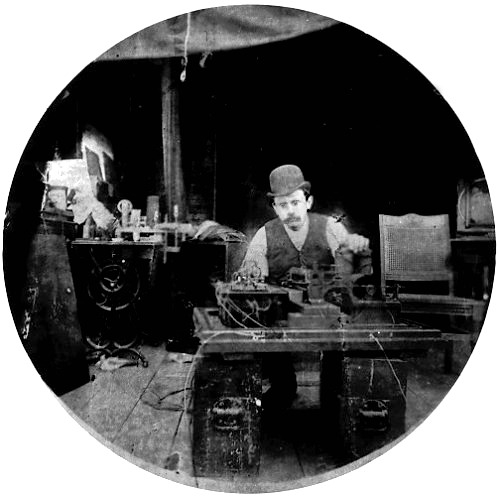
Charles Kayser of the Edison lab seated behind the Kinetograph. Portability was not among the camera's virtues.

في عام 1876، اقترح وردزورث دونيسثورب كاميرا لالتقاط سلسلة من الصور على ألواح زجاجية، ليتم طباعتها على لفافة من الفيلم الورقي. في عام 1889، حصل على براءة اختراع لكاميرا صور متحركة يتحرك فيها الفيلم بشكل مستمر. تم تصميم كاميرا فيلم أخرى في إنجلترا من قبل الفرنسي لوي لو برانس في عام 1888. وكان قد صنع كاميرا ذات 16 عدسة في عام 1887 في ورشته في ليدز. سيتم تشغيل العدسات الثمانية الأولى في تتابع سريع بواسطة مصراع كهرومغناطيسي على الفيلم الحساس؛ سيتم بعد ذلك تحريك الفيلم للأمام للسماح للعدسات الثمانية الأخرى بالعمل على الفيلم. بعد الكثير من التجارب والخطأ، تمكن أخيرًا من تطوير كاميرا أحادية العدسة في عام 1888، والتي استخدمها لتصوير تسلسلات من الصور المتحركة على فيلم ورقي، بما في ذلك مشهد حديقة راوندهاي و Leeds Bridge.
ومن أوائل الرواد الأوائل المخترع البريطاني ويليام فريز جرين. في عام 1887، بدأ بتجربة استخدام الفيلم الورقي، الذي أصبح شفافًا من خلال التزييت، لتسجيل الصور المتحركة. وقال أيضًا إنه حاول استخدام السيلولويد التجريبي، المصنوع بمساعدة ألكسندر باركس. في عام 1889، حصل Friese-Greene على براءة اختراع لكاميرا صور متحركة قادرة على التقاط ما يصل إلى عشر صور في الثانية. نموذج آخر، تم بناؤه في عام 1890، استخدم لفات فيلم إيستمان السيلولويد الجديد، والذي كان قد ثقبه. تم نشر تقرير كامل عن الكاميرا الحاصلة على براءة اختراع في أخبار التصوير البريطانية في 28 فبراير 1890. عرض كاميراته وفيلمه الذي تم تصويره معهم في مناسبات عديدة، لكنه لم يعرض أفلامه في الأماكن العامة. كما أرسل أيضًا تفاصيل اختراعه إلى إديسون في فبراير 1890، والتي رآها ديكسون أيضًا (انظر أدناه).

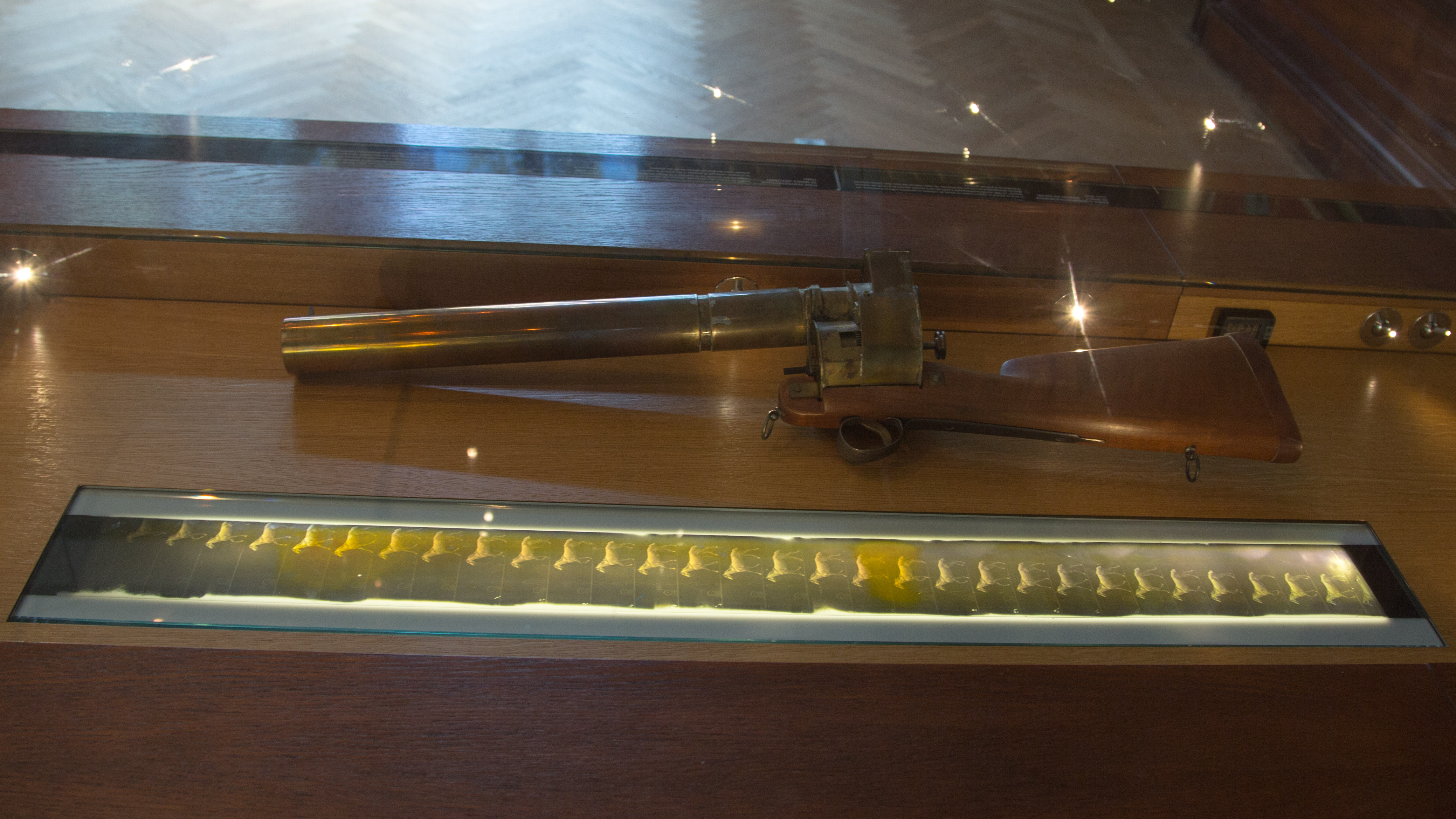
Film-gun at the Institut Lumière, France

قام ويليام كينيدي ديكسون، وهو مخترع اسكتلندي وموظف لدى توماس إديسون، بتصميم كاميرا كينتوسكوب في عام 1891. كانت الكاميرا تعمل بمحرك كهربائي وكانت قادرة على التصوير بالفيلم المسنن الجديد. للتحكم في الحركة المتقطعة للفيلم في الكاميرا، مما يسمح للشريط بالتوقف لفترة كافية بحيث يمكن تعريض كل إطار بالكامل ثم دفعه بسرعة (في حوالي 1/460 من الثانية) إلى الإطار التالي العجلة المسننة التي تم تشغيل الشريط بواسطة آلية قرص ميزان الساعة - أول نظام عملي لحركة فيلم التوقف والانطلاق عالية السرعة التي من شأنها أن تكون الأساس للقرن القادم من التصوير السينمائي.
تم إنشاء كاميرا Lumière Domitor، المملوكة للأخوين لوميير، بواسطة تشارلز مويسون، كبير الميكانيكيين في أعمال لوميير في ليون عام 1894. استخدمت الكاميرا فيلمًا ورقيًا بعرض 35 ملم، ولكن في عام 1895، تحول الأخوان لوميير إلى شريط سينما الفيلم، الذي اشتروه من شركة تصنيع السيلولويد في نيويورك، قاموا بتغطيته بمستحلب آتيكيت-بلو الخاص بهم، حيث تم تقطيعه إلى شرائح ومثقبة.
في عام 1894، قام المخترع البولندي كازيميرز بروزينسكي ببناء جهاز عرض وكاميرا في أحدهما، وهو الاختراع الذي أطلق عليه Pleograph.

### كاميرات الأفلام الرقمية

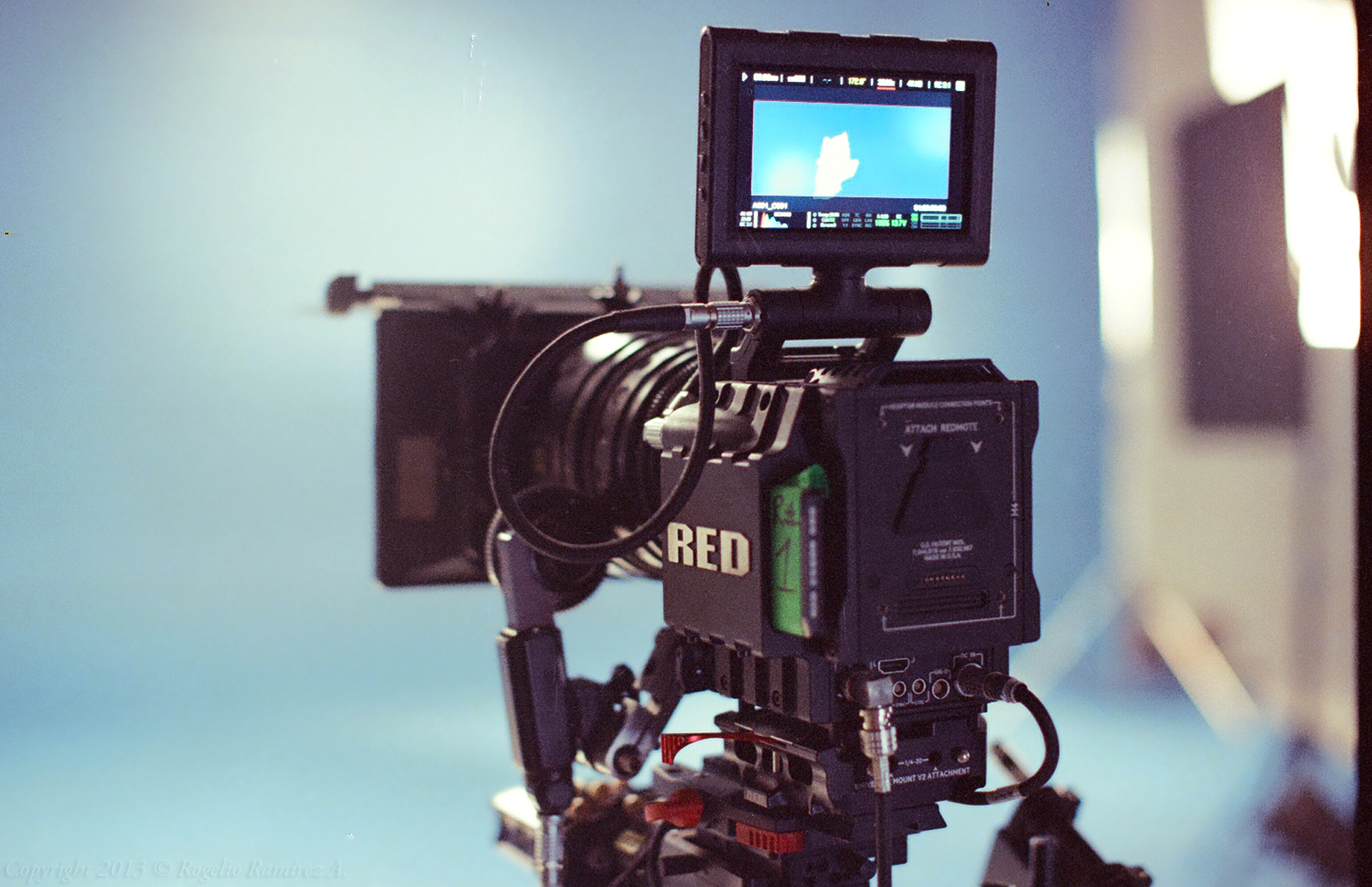
The Red EPIC camera has been used to shoot numerous feature films–including الرجل العنكبوت المذهل and الهوبيت: رحلة غير متوقعة.

لا تستخدم كاميرات الأفلام الرقمية مخزون الأفلام التناظرية لالتقاط الصور، كما كان المعيار منذ تسعينيات القرن التاسع عشر. بدلاً من ذلك، يتم استخدام مستشعر صورة إلكتروني ويتم عادةً تسجيل الصور على محركات الأقراص الثابتة أو ذاكرة وميضية - باستخدام مجموعة متنوعة من تنسيقات الاكتساب. تم أيضًا استخدام كاميرات SLR الرقمية (DSLR) المصممة لاستخدام المستهلك في بعض الإنتاجات المستقلة منخفضة الميزانية.
منذ عام 2010، أصبحت كاميرات الأفلام الرقمية هي النوع السائد من الكاميرات في صناعة الصور المتحركة، حيث يتم توظيفها في الأفلام والإنتاج التلفزيوني وحتى (بدرجة أقل) في ألعاب الفيديو. رداً على ذلك، بدأ المخرج السينمائي مارتن سكورسيزي المنظمة غير الربحية The Film Foundation للحفاظ على استخدام الأفلام في صناعة الأفلام - حيث يشعر العديد من صانعي الأفلام أن كاميرات DSLR لا تنقل العمق أو العاطفة التي يقدمها فيلم الصور المتحركة. ومن بين المديرين الرئيسيين الآخرين المشاركين في المنظمة كوينتن تارانتينو وكريستوفر نولان وغيرهم الكثير.

## تفاصيل تقنية

التشغيل الأساسي: عند فتح المصراع داخل الكاميرا، يضيء الفيلم. عندما يغطي المصراع بوابة الفيلم بالكامل، يتم تحريك شريط الفيلم بإطار واحد آخر بواسطة مخلب واحد أو اثنين مما يؤدي إلى تقدم الفيلم عن طريق إشراكه وسحبه من خلال الثقوب.

توجد أيضًا معظم العناصر البصرية والميكانيكية لكاميرا الفيلم في جهاز عرض الفيلم. متطلبات شد الفيلم، والقبض، والحركة المتقطعة، والحلقات، ووضع الحامل متطابقة تقريبًا. لن تحتوي الكاميرا على مصدر إضاءة وستحتفظ بمخزون أفلامها في حاوية محكمة الإغلاق. ستتمتع الكاميرا أيضًا بالتحكم في التعريض الضوئي عبر فتحة قزحية موجودة على العدسة. غالبًا ما يُشار إلى الجانب الأيمن من الكاميرا من قبل مساعدي الكاميرا على أنه «الجانب الغبي» لأنه عادةً ما يفتقر إلى المؤشرات أو القراءات والوصول إلى خيوط الفيلم، فضلاً عن علامات العدسة على العديد من نماذج العدسات. غالبًا ما فعلت المعدات اللاحقة الكثير لتقليل أوجه القصور هذه، على الرغم من أن الوصول إلى كتلة حركة الفيلم من كلا الجانبين يمنعه المحرك الأساسي وضروريات التصميم الإلكتروني. أدى ظهور الكاميرات الرقمية إلى تقليل الآلية المذكورة أعلاه إلى الحد الأدنى لإزالة الكثير من أوجه القصور.

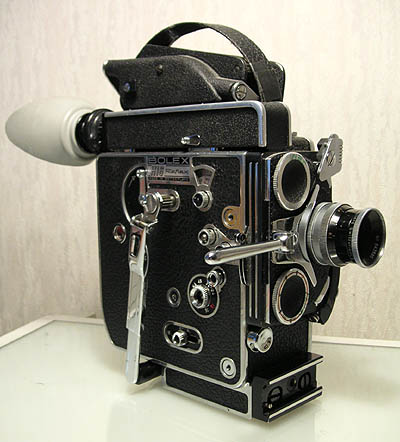
كاميرا Bolex مقاس 16 مم بلفائف نابضة

يبلغ معدل الإطارات القياسي للفيلم الصوتي التجاري 24 إطارًا في الثانية. العرض التجاري القياسي (أي فيلم سينمائي) هو 35 ملم، بينما توجد العديد من تنسيقات الأفلام الأخرى. نسب العرض إلى الارتفاع القياسية هي 1.66 و 1.85 و 2.39 (صورة بصرية مشوهة). يتم تشغيل فيديو NTSC (شائع في أمريكا الشمالية واليابان) بمعدل 29.97 إطار / ثانية؛ PAL (شائع في معظم البلدان الأخرى) يلعب بـ 25 إطارًا. يحتوي نظاما التلفزيون والفيديو هذين أيضًا على درجات دقة مختلفة وترميزات لونية مختلفة. تتعلق العديد من الصعوبات الفنية المتعلقة بالأفلام والفيديو بالترجمة بين التنسيقات المختلفة. نسب أبعاد الفيديو هي 4: 3 (1.33) لملء الشاشة و 16: 9 (1.78) للشاشة العريضة.

### كاميرات متعددة

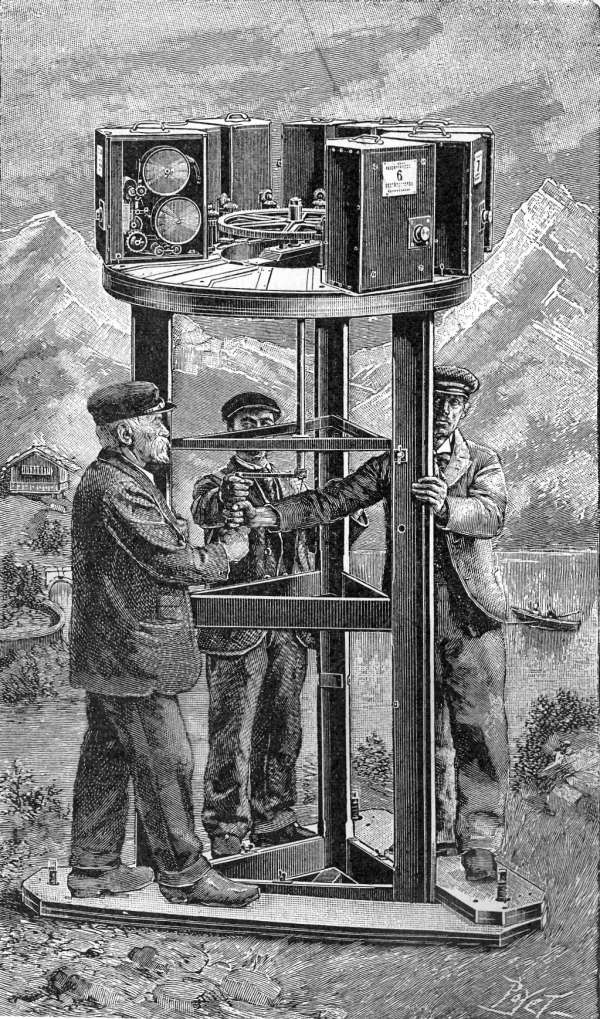
كاميرات متعددة لالتقاط صور محيطية (نظام 1900 Cinéorama، للإصدار الحديث، انظر Circle-Vision 360°

يمكن وضع عدة كاميرات جنبًا إلى جنب لتسجيل زاوية واحدة للمشهد وتكرارها طوال وقت التشغيل. يُعرض الفيلم لاحقًا في وقت واحد، إما على شاشة واحدة من ثلاث صور (Cinerama) أو على شاشات متعددة تشكل دائرة كاملة، مع وجود فجوات بين الشاشات التي من خلالها تضيء أجهزة العرض شاشة معاكسة. (انظر Circle-Vision 360 °) تستخدم المرايا المحدبة والمقعرة في الكاميرات وكذلك المرايا.

### تزامن الصوت
إحدى مشاكل الفيلم هي مزامنة تسجيل صوتي مع الفيلم. معظم كاميرات الأفلام لا تسجل الصوت داخليًا؛ بدلاً من ذلك، يتم التقاط الصوت بشكل منفصل بواسطة جهاز صوت دقيق (انظر تسجيل النظام المزدوج). الاستثناءات من ذلك هي كاميرات الأفلام الإخبارية أحادية النظام، والتي كان لها رأس تسجيل مغناطيسي بصري - أو لاحقًا - داخل الكاميرا. للتسجيل البصري، كان للفيلم ثقب واحد فقط والمنطقة التي تعرضت فيها المجموعة الأخرى من الثقوب لضوء ساطع متحكم به يحرق صورة موجية من شأنها أن تنظم فيما بعد مرور الضوء وتشغيل الصوت. للتسجيل المغناطيسي، تلك المنطقة نفسها من فيلم أحادي بحجم 16 مم تم تغطيته مسبقًا بشريط مغناطيسي. يوجد شريط توازن أصغر بين الثقوب والحافة لتعويض سمك شريط التسجيل للحفاظ على جرح الفيلم بالتساوي.
يتم تصنيف الكاميرات ذات النظام المزدوج بشكل عام على أنها إما «متزامنة» أو «غير متزامنة». تستخدم كاميرات المزامنة محركات يتم التحكم فيها بالكريستال والتي تضمن تقدم الفيلم عبر الكاميرا بسرعة دقيقة. بالإضافة إلى ذلك، فهي مصممة لتكون هادئة بما يكفي لعدم إعاقة التسجيل الصوتي للمشهد الذي يتم تصويره. لا تقدم الكاميرات غير المتزامنة أو "MOS" هذه الميزات؛ ستؤدي أي محاولة لمطابقة صوت الموقع مع لقطات هذه الكاميرات في النهاية إلى «انحراف المزامنة»، والضوضاء التي تصدرها عادةً ما تجعل تسجيل صوت الموقع عديم الفائدة.
لمزامنة لقطات النظام المزدوج، يتم استخدام clapper board التي تبدأ عادةً في الالتقاط كنقطة مرجعية للمحرر لمطابقة الصورة مع الصوت (بشرط أن يتم أيضًا استدعاء المشهد والتقاط بحيث يعرف المحرر الصورة التي يتم التقاطها مع أي صوت معين). كما يسمح بمشاهدة المشهد والحصول على أرقام ومعلومات أساسية أخرى على الفيلم نفسه. تحتوي كاميرات Aaton على نظام يسمى AatonCode يمكنه «المزامنة» مع مسجل صوتي قائم على الكود الزمني ويطبع رمزًا زمنيًا رقميًا مباشرة على حافة الفيلم نفسه. ومع ذلك، فإن النظام الأكثر استخدامًا في الوقت الحالي هو أرقام المعرف الفريدة التي تعرض على حافة الفيلم من قبل الشركة المصنعة لمخزون الأفلام (KeyKode هو اسم نظام Kodak). ثم يتم تسجيلها (عادةً بواسطة نظام تحرير الكمبيوتر، ولكن في بعض الأحيان يدويًا) وتسجيلها مع الرمز الزمني الصوتي أثناء التحرير. في حالة عدم وجود بديل أفضل، يمكن أن تعمل عملية التصفيق إذا تم إجراؤها بوضوح وبشكل صحيح، ولكن غالبًا ما يُفضل النقر السريع على الميكروفون (بشرط أن يكون في إطار هذه الإيماءة).
أحد الاستخدامات الأكثر شيوعًا للكاميرات غير المتزامنة هي الكاميرات ذات الزنبرك المستخدمة في المؤثرات الخاصة الخطرة، والمعروفة باسم «كاميرات التصادم». يجب أن تظل المشاهد التي تم التقاطها بهذه الصور قصيرة أو إعادة مزامنتها يدويًا مع الصوت. غالبًا ما تُستخدم كاميرات MOS في عمل الوحدة الثانية أو أي شيء يتضمن تصويرًا بطيئًا أو سريعًا.
مع ظهور الكاميرات الرقمية، أصبحت المزامنة مصطلحًا زائدًا عن الحاجة، حيث يتم التقاط الصور المرئية والصوتية في وقت واحد إلكترونيًا.

## كاميرات أفلام منزلية

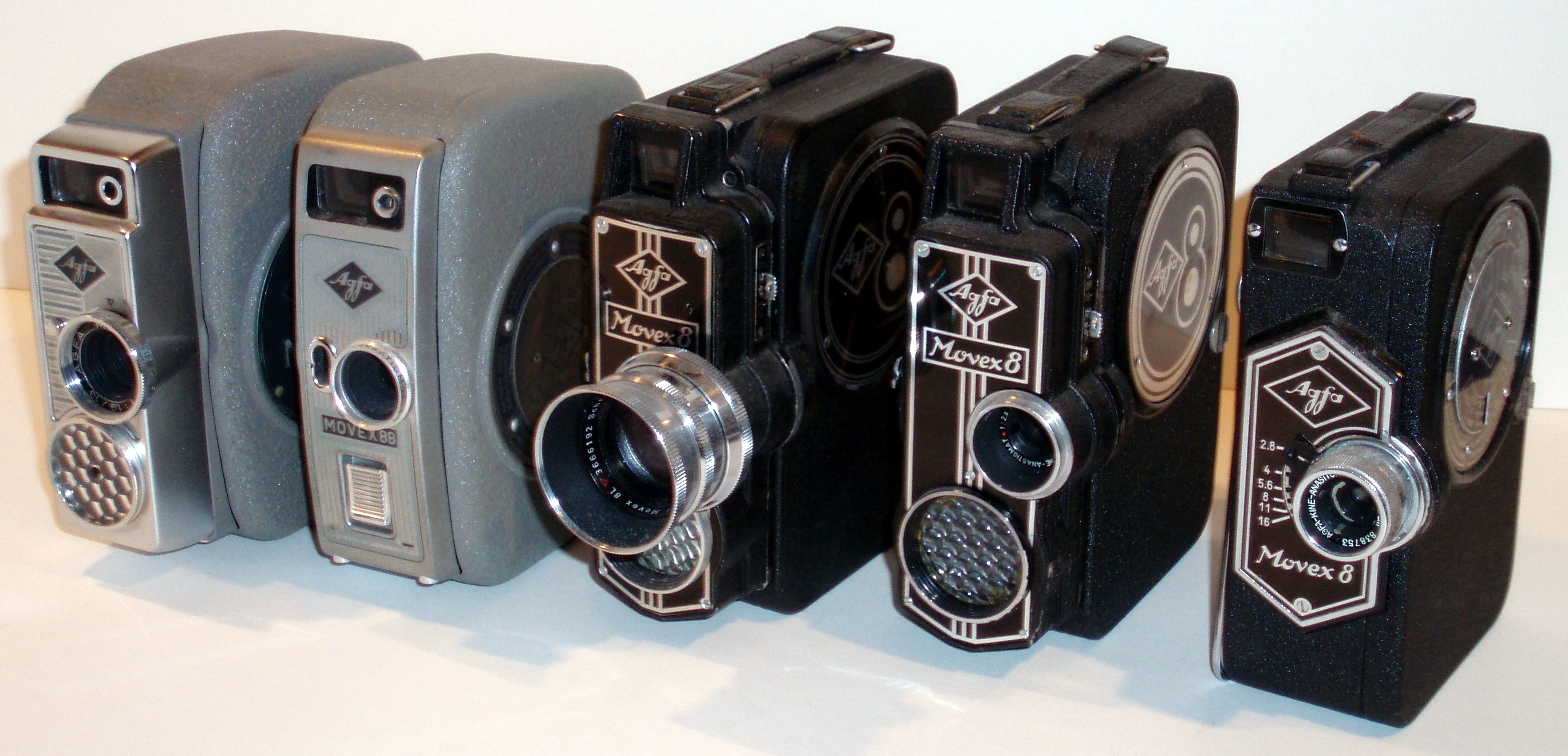
Various German Agfa Movex home movie cameras

كانت كاميرات الأفلام متاحة قبل الحرب العالمية الثانية في كثير من الأحيان باستخدام تنسيق فيلم 9.5 ملم أو تنسيق 16 ملم. زاد استخدام كاميرات الأفلام بشكل كبير في فترة ما بعد الحرب مباشرة، مما أدى إلى ظهور أفلام منزلية. مقارنةً بنماذج ما قبل الحرب، كانت هذه الكاميرات صغيرة وخفيفة ومتطورة إلى حد ما وبأسعار معقولة.
تم تصميم كاميرا أفلام Kinamo بحجم 35 مم مدمجة للغاية من قبل إيمانويل غولدبرغ لأفلام الهواة وشبه المحترفين في عام 1921. تمت إضافة ملحق المحرك الزنبركي في عام 1923 للسماح بالتصوير اليدوي المرن. تم استخدام Kinamo من قبل Joris Ivens وغيره من صانعي الأفلام الوثائقية والرائدة في أواخر العشرينات وأوائل الثلاثينيات.
في حين أن النموذج الأساسي قد يحتوي على فتحة عدسة واحدة ثابتة / عدسة تركيز بؤري، قد يحتوي الإصدار الأفضل على ثلاث أو أربع عدسات بفتحات وأطوال بؤرية مختلفة على برج دوار. قد تأتي الكاميرا عالية الجودة مع مجموعة متنوعة من العدسات القابلة للتبديل والتركيز أو ربما عدسة تكبير واحدة. كان معين المنظر عادة مشهدًا متوازيًا داخل أو أعلى جسم الكاميرا. في الخمسينيات والستينات من القرن الماضي، كانت هذه الكاميرات تعمل بمحركات تعمل بالساعة، مرة أخرى مع اختلافات في الجودة. قد تعمل آلية بسيطة فقط على تشغيل الكاميرا لحوالي 30 ثانية، بينما قد تعمل كاميرا محرك الأقراص الموجهة لما يصل إلى 75-90 ثانية (بسرعات قياسية).
يُطلق على الفيلم الشائع المستخدم لهذه الكاميرات اسم Standard 8، والذي كان عبارة عن شريط من فيلم بعرض 16 ملم ولم يتم عرضه إلا نصفه أثناء التصوير. كان للفيلم ضعف عدد الثقوب الموجودة في الفيلم للكاميرات مقاس 16 مم، وبالتالي كانت الإطارات نصف ارتفاع ونصف عرض الإطارات 16 مم. تمت إزالة الفيلم ووضعه مرة أخرى في الكاميرا لفضح الإطارات على الجانب الآخر بمجرد تعرض النصف الأول. بمجرد تطوير الفيلم، تم تقطيعه لأسفل من المنتصف والنهايات المرفقة، مما يعطي 50 قدمًا (15 مترًا) من الفيلم القياسي 8 من بكرة بطول 25 قدمًا (7.6 م) من فيلم 16 ملم. تم استخدام الكاميرات مقاس 16 مم، المشابهة ميكانيكيًا للنماذج الأصغر حجمًا، في صناعة الأفلام المنزلية ولكنها كانت في الغالب أدوات لصانعي الأفلام شبه الاحترافية والأفلام الإخبارية.
في الستينيات، تزامن تنسيق فيلم جديد Super8 مع ظهور كاميرات الأفلام الكهربائية التي تعمل بالبطاريات. جاء الفيلم الجديد، مع طباعة إطار أكبر على نفس عرض مخزون الفيلم، في شريط كاسيت سهّل عملية التغيير والتطوير. ميزة أخرى للنظام الجديد هي أن لديهم القدرة على تسجيل الصوت، وإن كان بجودة غير مبالية. كانت أجسام الكاميرات، وأحيانًا العدسات، تُصنع بشكل متزايد من البلاستيك بدلاً من المعادن من الأنواع السابقة. مع انخفاض تكاليف الإنتاج الضخم، انخفض السعر أيضًا وأصبحت هذه الكاميرات شائعة جدًا.
تم استبدال هذا النوع من التنسيق والكاميرا بسرعة أكبر للهواة بظهور كاميرات الفيديو الرقمية في العقد الأول من القرن الحادي والعشرين. منذ عام 2010، بدأ الهواة بشكل متزايد في تفضيل كاميرات الهواتف الذكية.